# Josse-Sébastien van den Abeele
Pour les articles homonymes, voir Van Den Abeele.

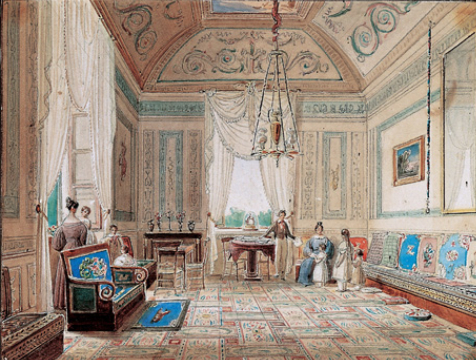
Un salon de la villa Paolina à Rome avec la Princesse Zénaïde, ses enfants et sa sœur Charlotte, Musée napoléonien, Rome

Josse-Sébastien van den Abeele ou Jodocus Sebastiaen van den Abeele, né le 20 janvier 1797 à Gand où il est mort le 21 février 1855 est un peintre et un aquarelliste belge essentiellement connu pour ses paysages. Il est l'élève d'Antoine-Jean Gros à Paris, avant de parfaire sa formation à Rome, puis à Florence.

## Biographie
Josse-Sébastien van den Abeele est natif de Gand, de l'union d'Andreas van den Abeele, peintre en bâtiments, et d'Eleonora Trinconi. Il étudie dans sa ville natale à l'académie de dessin où il obtient une médaille d'argent en 1814 avant de recevoir le premier prix en 1818. Il est ensuite admis chez Pierre Van Huffel, professeur à l'Académie royale des beaux-arts de Gand, qui lui enseigne les premiers principes de son art.
En novembre 1818, sur la recommandation de David, exilé à Bruxelles, il parfait sa formation à Paris, sous la direction d'Antoine-Jean Gros. À Paris, il consacre essentiellement son temps à étudier les œuvres de maîtres accomplis. De cette époque, datent ses premières œuvres : Homère abandonné et L'Oracle de Delphes. Il expose cette dernière toile au Salon de Gand en 1820.
Après sa formation en France, van den Abeele se rend, en 1823, à Rome où il perfectionne ses talents de peintre paysagiste, auprès de ses collègues François Vervloet et François Marius Granet. À l'instar de ses collègues, Louis Léopold Robert et Bartolomeo Pinelli, il développe ses talents en représentant les scènes quotidiennes de la vie romaine. À Rome, il fréquente les cercles français. Fréquemment hôte d'Hortense de Beauharnais, il devient le professeur de dessin de son fils Napoléon-Louis Bonaparte. Reconnu pour son habileté, en 1830 il s'établit à Florence, où il est introduit parmi les premières familles et continue de côtoyer les Bonaparte. Visiteur régulier du palais Serristori, il se voit chargé de dispenser des cours de dessin à Charlotte Bonaparte, fille de Jérôme roi détrôné de Naples.
En 1837, de retour à Gand, après un nouveau bref séjour à Rome l'année précédente, la Société royale des beaux-arts lui réserve un accueil chaleureux. Peu après, il réalise La Réunion à la fontaine qui recueille un grand succès. D'autre part, il est membre de  Sur le plan privé, il se marie en premières noces avec Gertrudis Milder. Veuf, il épouse Julia Delinge. Progressivement, il abandonne les arts et meurt, des suites d'une longue et douloureuse maladie, le 21 février 1855.

## Œuvres

### Œuvres de jeunesse
- Homère abandonné ;
- L'Oracle de Delphes.

### Œuvres conservées dans les musées

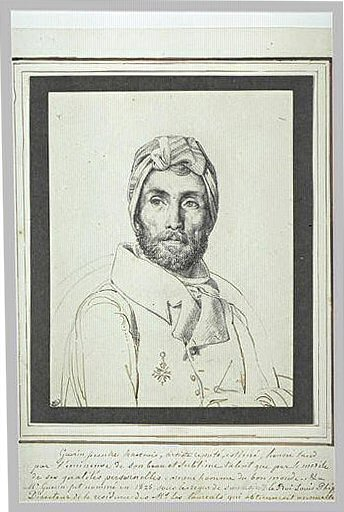
Portrait du peintre Pierre-Narcisse Guérin

- Musée du Louvre, département des Arts graphiques : Portrait du peintre Pierre-Narcisse Guérin, Mine de plomb, plume, pierre noire et encre brune, 17,7 × 14,0 cm, acquis en 1951.
- Musée napoléonien de Rome : Un salon de la Villa Paolina à Rome avec la Princesse Zénaïde, ses enfants et sa sœur Charlotte[3].
- Musées royaux des Beaux-Arts de Belgique : Intérieur d'église, huile sur toile, 63,0 × 49,0 cm, inventaire no 1388, acquis de M. Wante de Gand en 1858[4].
- Musées royaux des Beaux-Arts de Belgique : Intérieur de San Miniato al Monte, Florence, huile sur toile, 71,5 × 97,0 cm, inventaire no 6576, acquis du général Maton en 1951[5].
- Musée des Beaux-Arts de Gand : Autoportrait, huile sur toile, 81,1 × 56,6 cm, non daté, inventaire no 1963-A[6].
- Musée des Beaux-Arts de Gand : Vue sur le Colisée de Rome, huile sur toile, 73,9 × 110,0 cm, daté de 1837, inventaire no 1937-A[7].
- Musée des Beaux-Arts Pouchkine de Moscou : Les ruines des trois temples de Paestum, dessin sur papier, plume à l'encre brune, pinceau en brun, lavis brun sur craie noire, trait d'encadrement à la plume à l'encre brune, 125 × 297 cm, daté de 1834, inventaire no 3/1810[8].

### Œuvres passées en ventes et dans le commerce d'art
- Sotheby’s Londres, Colonnade, 22 février 1995, lot no 263, Aqueduc dans la campagne romaine, huile sur bois, adjugée, 920 £.
- Christie’s Amsterdam, 15 octobre 1998, lot no 22, Fidèles dans la nef d’une église, , huile sur toile, non vendue.
- Christie’s South Kensington, 12 décembre 2003, lot no 557, Une vue de Rome prise de la terrasse de La Villa Médicis, 1830, aquarelle, adjugée, 1 175 £.
- Paris, Jacques Leegenhoek, Moines franciscains dans le cloître de l'église Sainte-Marie d'Aracœli, huile sur toile, , signée, et datée 1842.
- Galerie Orsay Paris : L'Arrivée des pèlerins à Saint-Pierre de Rome, huile sur toile, circa 1829, vendue à une collection privée américaine, 3 260 €.
- Hôtel des ventes Drouot : Intérieur de Santa Croce à Florence, sans date, vélin, mine de graphite et lavis, non signé, 27,7 × 34 cm, no 595.